# Franz Horr Stadion
Generali Arena, dawniej Horr Stadion (właściwie Franz Horn Stadion) – stadion piłkarski znajdujący w Wiedniu w Austrii. Został Oddany do użytku w 1925. Od tego czasu swoje mecze na tym obiekcie rozgrywa zespół piłkarski Austria Wiedeń. Jego pojemność wynosi 17 500 miejsc.